# Blumentriodion

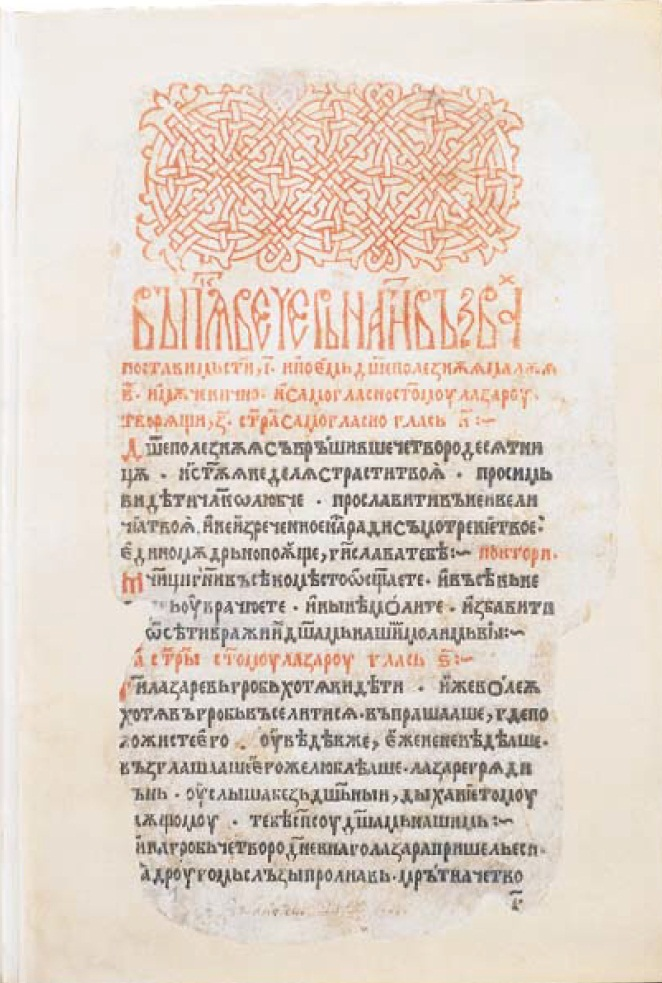
Blumentriodion, um 1491

Das Blumentriodion (kirchenslawisch Цветнаѧ Трїωдь. russisch Триодь цветная) ist ein liturgisches Buch in den orthodoxen Kirchen.
Es enthält Gesänge (Kanones) und Gebete für die Zeit vom Lazarus-Samstag bis zu Allerheiligen (in der orthodoxen Kirche der Sonntag nach Pfingsten).
Die Bezeichnung leitet sich von der Tradition der Blumen in der Liturgie am Palmsonntag her.
Um 1491 erschien das erste gedruckte Blumentriodion in kirchenslawischer Sprache in Krakau durch Schweipolt Fiol.
Im 18. Jahrhundert wurde es nach den Reformen von Patriarch Nikon in der russisch-orthodoxen Kirche durch das Pentekostarion ersetzt, das erst am Ostersonntag beginnt. In den altgläubigen Gemeinden ist es bis heute in Gebrauch.

## Text
- Alexej Maltzew, Fasten- und Blumen-Triodion nebst den Sonntagsliedern des Oktoichos der Orthodox-Katholischen Kirche des Morgenlandes: slavisch und deutsch unter Berücksichtigung des griechischen Originaltextes, Berlin 1899 Digitalisat Reprint 2005